# Diogo Fevereiro
Diogo Fevereiro (Lisbona, 15 luglio 2005) è un pallavolista portoghese, palleggiatore della Prisma Taranto.

## Carriera

### Club
La carriera di Diogo Fevereiro inizia nel 2021 nelle giovanili del Santo Tirso; nella stagione 2022-23 passa all'Espinho facendo parte sia della prima squadra in Primeira Divisão che di quella giovanile: stessa situazione si ripete nell'annata successiva, vestendo però la maglia del Benfica, con cui vince la Supercoppa e il campionato.
Nella stagione 2024-25 viene ingaggiato dalla Prisma Taranto, nella Superlega italiana.

### Nazionale
Nel 2022 viene convocato sia nella nazionale portoghese under 18 che in quella under 20: in quest'ultima ottiene chiamate fino al 2024. Nel 2023 è nella selezione under 19, mentre nel 2024 in quella under 22.

## Palmarès

### Club
- Campionato portoghese: 1

2023-24
- Supercoppa portoghese: 1

2023